# Jungholz
Jungholz é um município da Áustria, situado no distrito de Reutte, no estado do Tirol. Tem 7,05 km² de área e sua população em 2019 foi estimada em 294 habitantes.